# Искаков, Нурлан Абдильдаевич
Искаков Нурлан Абдильдаевич (каз. Ысқақов Нұрлан Әбділдаұлы род. 26 марта 1963 года, в поселке Кировский Кировского района Талды-Курганской области) — казахский политический деятель, министр охраны окружающей среды Республики Казахстан (2006—2009), кандидат технических наук, доктор экономических наук.

## Биография
Окончил Казахский политехнический институт им. В. И. Ленина и аспирантуру КазПТИ.
С 1990 по 1991 годы работал инженером, ведущим инженером, научным сотрудником Института металлургии и обогащения Академии наук Казахстана
С 1991 по 1993 годы — заместитель председателя правления АБ «Казметаллбанк».
В 1993 году — президент финансово-промышленной корпорации «Орле».
С 1993 по 1994 год — начальник управления развития малого бизнеса Министерства экономики Республики Казахстан.
С 1994 по 1995 год — заместитель главы Калининской районной администрации г. Алма-Аты.
С 1995 по 1997 год — председатель Комитета по ценовой и антимонопольной политике по г. Алма-Ате
С 1997 по 2001 год — государственный инспектор организационно-контрольного отдела Администрации Президента Республики Казахстан.
С 2001 по 2002 год — вице-министр природных ресурсов и охраны окружающей среды Республики Казахстан.
В 2002—2005 годах — вице-министр охраны окружающей среды.
С марта 2005 года — заведующий Отделом государственного контроля и организационной работы Администрации Президента Республики Казахстан.
С 3 апреля 2006 по 4 марта 2009 года — Министр охраны окружающей среды Республики Казахстан.
1 апреля 2009 года Нурлану Искакову и представителю ТОО «Меркурий плюс» А. Жайлганову было предъявлено обвинение в хищении бюджетных средств с использованием служебного положения при проведении государственных закупок с ущербом государству на сумму 1 млрд 172 млн тенге. В этот же день санкционирован их арест.
8 апреля 2009 года Нурлану Искакову предъявлено дополнительное обвинение в злоупотреблении должностными полномочиями.
16 июня 2009 начался судебный процесс по уголовному делу в отношении экс-министра охраны окружающей среды Н.Искакова, двух бывших его заместителей Альжана Бралиева и Зейнуллы Сарсембаева, а также представителя компании «Меркурий плюс» Адильбека Жайылганова. Н.Искаков обвинялся в пособничестве в хищении бюджетных средств в сумме 1,172 млрд тенге (текущий 150,75/$1). Данные средства были выделены из республиканского бюджета для реализации проекта по подготовке к утилизации конденсаторов, содержащих полихлордифенил на территории радиолокационной станции «Дарьял-У» в городе Балхаш Карагандинской области.
15 октября 2009 — Есильский районный суд № 2 Астаны под председательством Ерлана Тасырова приговорил Нурлана Абдильдаевича к 4 годам лишения свободы.

## Награды
- Медаль «10 лет Астане» в 1998 году
- Медаль «10 лет независимости Республики Казахстан» в 2003 году